# Amt Wellmich
Das Amt Wellmich war ein kurtrierscher und später nassauischer Verwaltungsbezirk mit Sitz in Wellmich,
heute ein nördlicher Stadtteil der Loreleystadt St. Goarshausen am rechten Rheinufer.

## Geschichte
Die Burg Maus oberhalb von Wellmich bildete den Kern des kurtrierschen Verwaltungsbezirks in diesem Teil des Rheintals. Im Spätmittelalter bildeten sich Amtsstrukturen. Aufgrund der geringen Größe des Amtes wurde es überwiegend gemeinsam mit dem Amt Boppard verwaltet. Seit dem 18. Jahrhundert war es dem Oberamt Boppard nachgeordnet. 
Zum trierschen Amt gehörte neben Wellmich noch Prath, Dahlheim, Hirzenach und Rheinbay.
Im ersten Koalitionskrieg eroberte Frankreich 1794 das Linke Rheinufer und annektierte es später. Damit verlor das Amt seine linksrheinischen Teile und es verblieben Wellmich, Prath und Dahlheim. Der Reichsdeputationshauptschluss beendete 1803 die Existenz von Kurtrier. Das Amt Wellmich kam gemäß § 12 des vertrags mit den anderen rechtsrheinischen Teilen Kurtriers an das Fürstentum Nassau-Weilburg. Nun wurde das Amt um benachbarte Orte erweitert, die ebenfalls an Nassau-Weilburg gefallen waren. Es bestand nun aus Camp, Dalheim, Ehrenthal, Filsen, Kestert, Lykershausen, Prath und Wellmich.
Mit der Bildung des Herzogtums Nassau 1806 wurde das Amt Wellmich eines der 63 Ämter des Herzogtums Nassau und Teil des Regierungsbezirks Ehrenbreitstein. In den Jahren 1803 bis 1816 wurden in vielen Einzelschritten und ohne erkennbare Systematik Ämter in Nassau zusammengelegt, um eine effektivere Verwaltung zu schaffen. So wurden die Ämter Wellmich und Oberlahnstein aufgelöst und dem Amt Braubach zugeordnet.

## Beamte
1780 werden folgende Beamte des Amtes genannt:
- Amtmann: Franz Ludwig Freiherr von Elz zu Rübenbach
- Amtsverwalter: Heinrich Knodt
- Amtsschultheiß: Johann Georg Kray[5]